# Cagnano
Cagnano (korziško Cagnanu) je naselje in občina v francoskem departmaju Haute-Corse regije - otoka Korzika. Leta 2004 je naselje imelo 196 prebivalcev.

## Geografija
Kraj leži na skrajnem severovzhodu otoka Korzike na rtu Cap Corse, 25 km severno od središča Bastie.

## Uprava
Občina Cagnano skupaj s sosednjimi občinami Barrettali, Centuri, Ersa, Luri, Meria, Morsiglia, Pino, Rogliano in Tomino sestavlja kanton Capobianco s sedežem v Roglianu. Kanton je sestavni del okrožja Bastia.
1. ↑  »Populations légales 2016«. Nacionalni inštitut za statistične in gospodarske raziskave. Pridobljeno 25. aprila 2019.